# اهجوک
اهجوک یک روستا در ایران است که در دهستان کرند (بشرویه) واقع شده‌است. اهجوک ۱۷ نفر جمعیت دارد.